# Turniej w Tulonie 2009
Turniej w Tulonie 2009 był 37. edycją słynnego turnieju. Rozegrany został w dniach 3-12 czerwca. W finale reprezentacja Chile wygrała z Francją 1:0, po golu Gersona Martíneza w 73. minucie.

## Zespoły
- Argentyna
- Egipt
- Holandia
- Zjednoczone Emiraty Arabskie
- Francja
- Portugalia
- Chile
- Katar

## Stadiony
Turniej był rozgrywany w następujących francuskich miastach:
- Aubagne
- Bormes-les-Mimosas
- La Seyne-sur-Mer
- Saint-Cyr-sur-Mer
- Tulon

## Wyniki

### Grupa A
| Reprezentacja                | Pkt | M | W | R | P | Br+ | Br- | +/- |
| ---------------------------- | --- | - | - | - | - | --- | --- | --- |
| Argentyna                    | 7   | 3 | 2 | 1 | 0 | 8   | 3   | +5  |
| Holandia                     | 4   | 3 | 1 | 1 | 1 | 2   | 5   | -3  |
| Zjednoczone Emiraty Arabskie | 4   | 3 | 1 | 1 | 1 | 2   | 2   | 0   |
| Egipt                        | 1   | 3 | 0 | 1 | 2 | 3   | 5   | -2  |

| 3 czerwca 2009 18:30 CEST | Egipt | 0:1(0:1) | Zjednoczone Emiraty Arabskie · 32' Abdalla | Stade Mayol, Tulon Sędzia: Damien Ledentu |
|                           |       |          |                                            |                                           |

| 3 czerwca 2009 20:45 CEST | Argentyna · Jara 10' · Perotti 47' · Banega 65' · Buonanotte 81' | 4:0(1:0) | Holandia | Stade Mayol, Tulon Sędzia: Jérôme Laperrière |
|                           |                                                                  |          |          |                                              |

| 5 czerwca 2009 18:30 CEST | Holandia · van Wolfswinkel 36' | 1:0(1:0) | Zjednoczone Emiraty Arabskie | Stade Marquet, La Seyne-sur-Mer Sędzia: Carlos Xistra |
|                           |                                |          |                              |                                                       |

| 5 czerwca 2009 20:45 CEST | Argentyna · Banega 39'(-k.) · Gómez 53' · Buonanotte 71' | 3:2(1:1) | Egipt · 37'(-k.)Ahmed Mohamed · 58' Rashad | Stade Marquet, La Seyne-sur-Mer Sędzia: Banjar Al-Dosari |
|                           |                                                          |          |                                            |                                                          |

| 7 czerwca 2009 19:00 CEST | Zjednoczone Emiraty Arabskie · Al-Menhali 45' | 1:1(0:0) | Argentyna · 53' Trecarichi | Stade Saulnier, Saint-Cyr-sur-Mer Sędzia: Halis Ozkahya |
|                           |                                               |          |                            |                                                         |

| 7 czerwca 2009 19:00 CEST | Egipt · Selim 13' | 1:1(1:0) | Holandia · 67' Deekman | Stade Henri Delon, Bormes Sędzia: Damien Lendetu |
|                           |                   |          |                        |                                                  |

### Grupa B
| Reprezentacja | Pkt | M | W | R | P | Br+ | Br- | +/- |
| ------------- | --- | - | - | - | - | --- | --- | --- |
| Chile         | 9   | 3 | 3 | 0 | 0 | 5   | 0   | +5  |
| Francja       | 6   | 3 | 2 | 0 | 0 | 2   | 1   | +1  |
| Portugalia    | 3   | 3 | 1 | 0 | 2 | 6   | 2   | +4  |
| Katar         | 0   | 3 | 0 | 0 | 3 | 0   | 10  | -10 |

| 4 czerwca 2009 18:30 CEST | Portugalia | 0:1(0:0) | Chile · 78' Martínez | Stade Mayol, Tulon Sędzia: Halis Ozkahya |
|                           |            |          |                      |                                          |

| 4 czerwca 2009 20:45 CEST | Francja · Sako 80+2' | 1:0(0:0) | Katar | Stade Mayol, Tulon Sędzia: Ghead Zaglol Grisha |
|                           |                      |          |       |                                                |

| 6 czerwca 2009 18:30 CEST | Francja · Sankharé 27' | 1:0(1:0) | Portugalia | Stade Mayol, Tulon Sędzia: Jérôme Laperrière |
|                           |                        |          |            |                                              |

| 6 czerwca 2009 20:45 CEST | Katar | 0:3(0:1) | Chile · 23', 65' Vargas · 68' Martínez | Stade Mayol, Tulon Sędzia: Abdulla Mohamed |
|                           |       |          |                                        |                                            |

| 8 czerwca 2009 19:00 CEST | Portugalia · Coentrão 18'(-k.), 24', 36' · Yazalde 30', 62' · Oliveira 31' | 6:0(5:0) | Katar | Stade Saulnier, Saint-Cyr-sur-Mer Sędzia: Abdulla Mohamed |
|                           |                                                                            |          |       |                                                           |

| 8 czerwca 2009 19:00 CEST | Chile · Martínez 80+1' | 1:0(0:0) | Francja | Stade De Lattre, Aubagne Sędzia: Ghead Zaglol Grisha |
|                           |                        |          |         |                                                      |

### Półfinały
| 10 czerwca 2009 18:00 CEST                                                 | Chile · Vargas 20' | 1:1 k. 5:4(1:1)                                                                                 | Holandia · 11' van Wolfswinkel | Stade Mayol, Tulon Sędzia: Carlos Xistra |
|                                                                            |                    |                                                                                                 |                                |                                          |
|                                                                            |                    | Rzuty karne                                                                                     |                                |                                          |
| Gerson Martínez · Marco Medel · Eduardo Vargas · Luis Pavez · Jose Barrera |                    | Donovan Deekman · Oliver Ter Horst · Daryl Janmaat · Geert Arend Roorda · Ricky van Wolfswinkel |                                |                                          |

| 10 czerwca 2009 20:00 CEST                                 | Argentyna · Buonanotte 10' | 1:1 k. 1:3(1:1)                                             | Francja · 6' Kembo Ekoko | Stade Mayol, Tulon Sędzia: Halis Ozkahya |
|                                                            |                            |                                                             |                          |                                          |
|                                                            |                            | Rzuty karne                                                 |                          |                                          |
| Diego Perotti · Éver Banega · Germán Pazzela · Franco Jara |                            | Grégory Sertic · Étienne Capoue · David N`Gog · Bakary Sako |                          |                                          |

### Mecz o 3. miejsce
| 12 czerwca 2009 18:00 CEST | Holandia | 0:1(0:1) | Argentyna · 78' Buonanotte | Stade Mayol, Tulon Sędzia: Damien Ledentu |
|                            |          |          |                            |                                           |

### Finał
| 12 czerwca 2009 20:45 CEST | Chile · Martínez 73' | 1:0(1:0) | Francja | Stade Mayol, Tulon Sędzia: Jérôme Laperrière |
|                            |                      |          |         |                                              |

| ZWYCIĘZCA TURNIEJU W TULONIE 2009 |
| --------------------------------- |
| CHILE 1. TYTUŁ                    |

## Strzelcy
4 gole

- Diego Buonanotte
- Gerson Martínez

3 gole

- Fábio Coentrão
- Eduardo Vargas

2 gole

- Éver Banega
- Yazalde Gomes Pinto
- Ricky van Wolfswinken

1 gol

- Alejandro Gómez
- Franco Jara
- Diego Perotti
- Mohamed Fawzi Abdalla
- Bakary Sako
- Younousse Sankharé
- Jirès Kembo Ekoko
- Islam Rashad
- Ahmed Mohamed
- Moustafa Selim
- Sultan Al-Menhali
- Donovan Deekman
- Lucas Trecarichi
- Stanislas Oliveira